# Hinsdale (Illinois)
Pour les articles homonymes, voir Hinsdale.
Hinsdale est une ville située dans les comtés de Cook et DuPage en proche banlieue de Chicago dans l'État de l'Illinois aux États-Unis. Sa population était de 16 816 habitants en 2010.

## Personnalités liées
- Mary Healy (1843-1936), autrice, y est décédée.
- Allan B. Calhamer, créateur du jeu Diplomatie y est né en 1931.
- Nelson Diebel (1970-), double champion olympique de natation.